# Troilismo
Troilismo se refere a uma parafilia onde a satisfação pessoal do indivíduo é ser traído; ou seja; observar e/ou imaginar o(a) seu(sua) parceiro(a) sexual tendo relações com uma terceira pessoa, geralmente uma pessoa desconhecida. O termo surgiu em 1941 no  Dorland's Medical Dictionary e recebe este nome porque trois em francês significa três.